# هیدروگرافیک

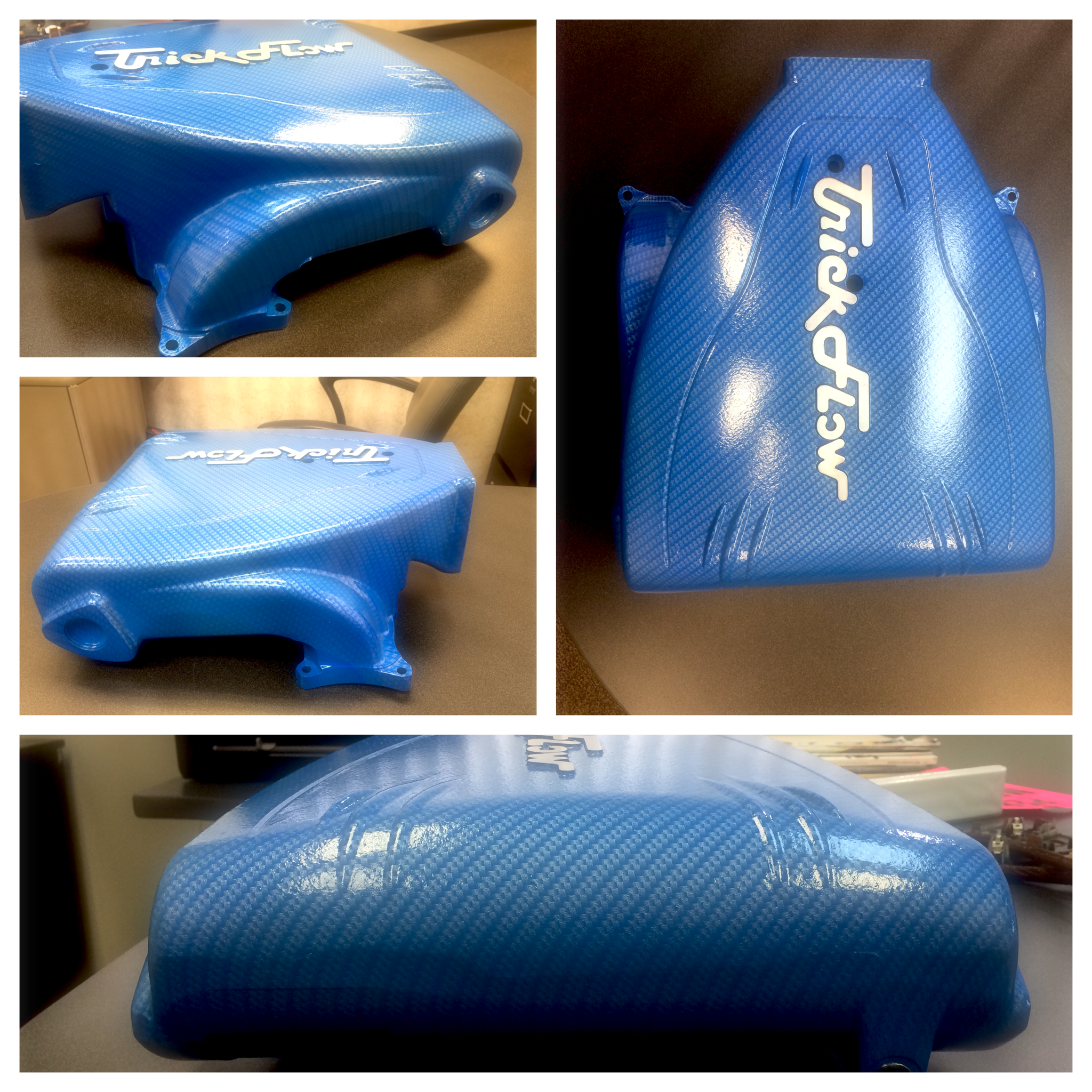
تصویری از دستگاه هیدروگرافیک

دستگاه هیدروگرافیک یا چاپ آبی که یک فرایند دکوراتیو سه بعدی است، اولین بار در سال ۱۹۸۴ در کشور آمریکا ساخته شد. از دستگاه هیدروگرافیک که به نام‌های دستگاه تصویر برداری آبی و چاپ مکعب نیز معروف است، می‌توانیم برای چاپ طرح‌های هندسی مختلف، تزئین قطعات کلاه ایمنی و داشبورد ماشین و کلیه قطعات خودرو و قطعات لپ تاپ و… استفاده کنیم.

## کاربرد دستگاه هیدروگرافیک
دستگاه هیدروگرافیک دارای کاربرد وسیعی است و بر روی طیف وسیعی از اجسام مختلف قابل اجرا می‌باشد، فیلم‌های هیدروگرافیک بر روی سطوح مختلفی مانند پلاستیک، فایبرگلاس، چوب، فلز، و سرامیک قابل اجرا هستند.

## مراحل انجام کار با دستگاه هیدروگرافیک
مراحل انجام کار با دستگاه هیدروگرافیک به شش بخش تقسیم می‌شود که به بررسی آنها می‌پردازیم: 
- چاپ فیلم: در ابتدا، باید طرح مورد نظر بر روی فیلم‌های هیدروگرافیک چاپ شود
- کوت ماده اولیه: در این قسمت، ماده اولیه را بر روی جسم مورد نظر کوت می‌کنیم
- فعال سازی: در این طرح روی سطح آب گذاشته می‌شود، با اینکار فیلم به سطح آب منتقل می‌شود
- انتقال جوهر: در این مرحله، طرح موجود بر سطح آب، به سطح جسم منتقل می‌شود
- شست‌وشو: تمامی اجسام غوطه ور بر آب توسط ماشین شست‌وشو اتوماتیک شسته می‌شوند
- کوتینگ مادهٔ شفاف: کوتینگ به عنوان ماده ای شفاف بر روی جسم کوت شده و باعث پایداری چاپ می‌شود